# 중국-캐나다 관계
본 문서는 중국-캐나다 관계(Canada-China relations)에 대한 내용이다.

## 상세
캐나다와 중화인민공화국의 공식 외교 관계는 캐나다가 중화민국에 대사를 보낸 1942년으로 거슬러 올라간다. 그 전에는 영국 대사가 캐나다를 대표했다. 중국 내전에서 공산주의가 승리하고 1949년 중화인민공화국이 선포되면서 관계가 단절되었으며, 1970년에 캐나다 총리 피에르 트뤼도(Pierre Trudeau)가 중화인민공화국을 인정한 최초의 서방 지도자 중 한 명이 되었다.
중국은 2017년을 포함해 몇 년간 캐나다의 아시아 최대 무역 파트너 중 하나였다. 중국은 캐나다의 최대 수출 시장이자 아시아 최고의 수입 공급 국가였다. 반면, 캐나다는 대중 무역에서 심각한 무역 불균형을 겪고 있으며, 예를 들어 2016년 대중 캐나다 수출액보다 중국에서 442억 3500만 캐나다 달러를 더 많이 수입했다.
캐나다와 중국 정부 간의 관계는 최근 몇 년간, 특히 시진핑 중국공산당 중앙위원회 총서기와 도널드 트럼프 미국의 대통령 재임 기간 동안 크게 악화되었다. 캐나다는 중국의 위구르족 박해, 홍콩 내 반대 의견 탄압, 불공정 무역 관행, 캐나다 내 간첩 및 협박 활동 등의 문제에 대해 중국 정부를 비난해왔다. 2022년 캐나다는 공식 인도-태평양 전략 문서에서 중국을 "파괴적"이라고 언급했다.
중화인민공화국 정부는 캐나다의 입장이 반중 정서 증가와 국가의 경제 및 군사 발전에 대한 불안감을 반영한 것으로 보고 있다.
중국에 대한 캐나다의 견해는 상당히 냉각되었다. 2021년 초 실시된 여론 조사에 따르면 캐나다인의 14%만이 이 나라를 호의적으로 보고 있다. 또한 마루 퍼블릭 오피니언(Maru Public Opinion)의 2021년 여론 조사에 따르면 캐나다인의 52%는 중국을 국가의 "가장 큰 외국 위협"으로 여기며 미중간 제2차 냉전이 이미 시작 됐다고 생각한다.

## 같이 보기
- 중국계 캐나다인
- 중화인민공화국의 대외 관계